# Vestimentația aztecilor

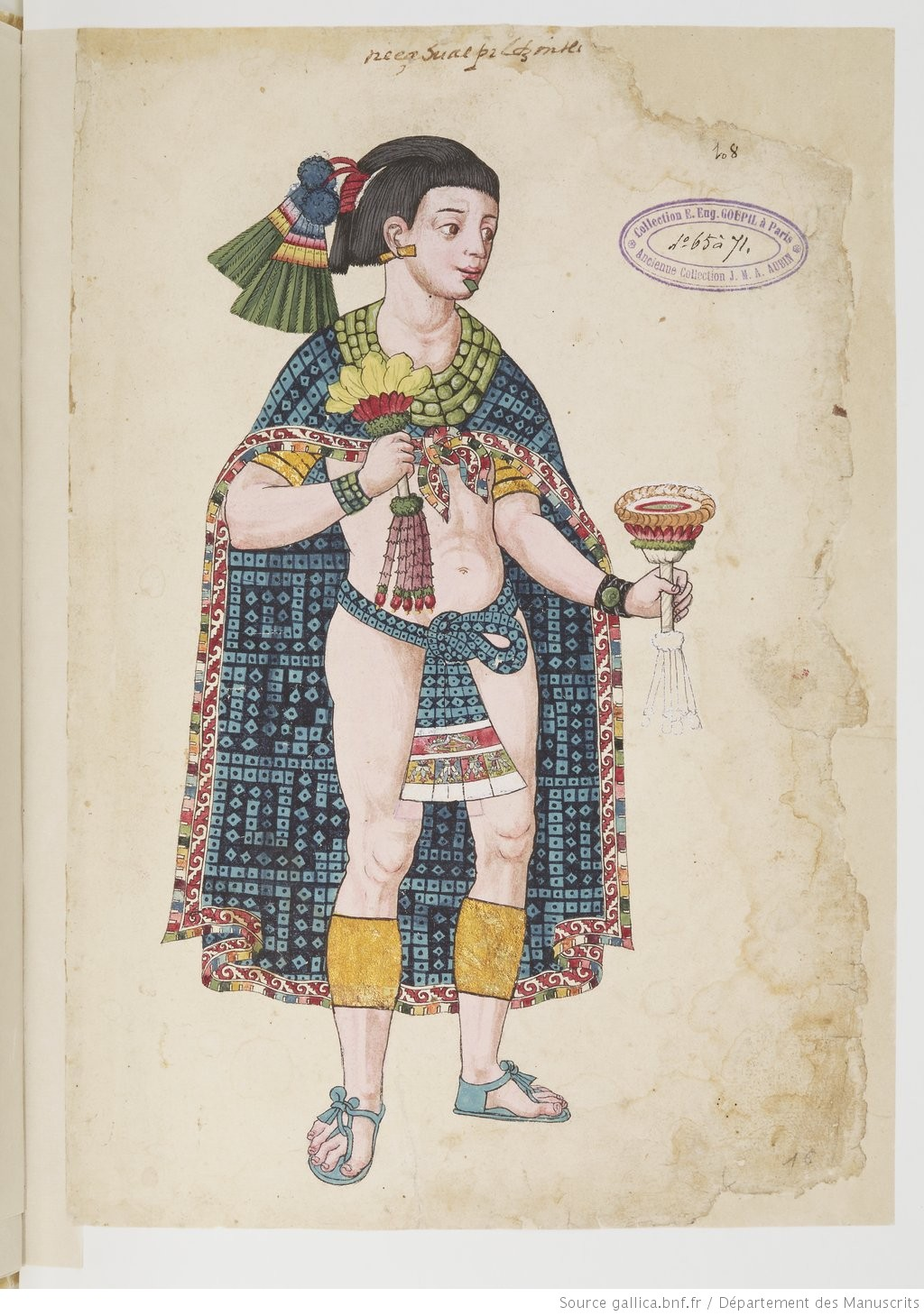
Nezahualpilli, conducător în Texcoco, prezentat în Codex Ixtlilxochitl purtând xiuhtilmatli (pelerină albastră), maxtlatl și cactli.

Femeile purtau o fustă strânsă cu un cordon în jurul taliei, cămașă cu răscroiala gâtului brodată și pelerina triunghiulară. Elementele de vestimentație se întâlnesc și astăzi la femeile mexicane, ceea ce nu se poate spune în cazul bărbaților. 
Aceștia purtau un slip, o mantie, o bucată de stofă pătrată de obicei din fire de agave țesute (din bumbac la cei bogați) înnodată pe umăr. Spaniolii au impus amerindienilor să-și ascundă 'părțile rușinoase' cu un pantalon.
Îmbrăcămintea nobilimii era asemănătoare dar mai somptuoasă.
Nobilii purtau mai multe mantii luxoase din bumbac sau din păr de iepure și slipuri brodate. Erau încălțați cu sandale cu bride, din piele de căprioară sau din fibre de agave.
Veșmântul era un semn al puterii sau al gradului obținut, de cele mai multe în război.
Mantiile purtate de demnitari fiind foarte prețioase serveau ca unitate monetară și figurau de obicei în tributurile plătite împăratului aztec.
Doar el avea voie să poarte mantie verde.
Aceeași simbolistică apare și la bijuterii foarte somptuoase și foarte variate. Purtatul lor era codificat și se pare că se aplica pedeapsa cu moartea celor ce purtau o bijuterie neconformă statutului său social.